# Angelo Parisi
Angelo Parisi   (Arpino, 3 de gener de 1953) és un judoka italo-franco-britànic, ja retirat, guanyador de quatre medalles olímpiques. Emigrà a Anglaterra amb els seus pares el 1956 de la qual n'aconseguí la nacionalitat. El 1975 adquirí la nacionalitat francesa.
Va participar, als 19 anys, en representació del Regne Unit en els Jocs Olímpics d'Estiu de 1972 realitzats a Múnic (Alemanya Occidental), on aconseguí guanyar la medalla de bronze en la categoria open. Durant aquests anys aconseguí guanyar vuit vegades el campionat nacional del seu país, tres vegades en categoria júnior, quatre com a sènior i un com a promesa; així com una vegada campió d'Europa.
Representant França, va participar, als 27 anys, en els Jocs Olímpics d'Estiu de 1980 realitzats a Moscou (Unió Soviètica), on aconseguí guanyar la medalla d'or en la prova masculina de pes pesant (+95 kg.) i la medalla de plata en la prova open. En els Jocs Olímpics d'Estiu de 1984 realitzats a Los Angeles (Estats Units) aconseguí guanyar la medalla de plata en la prova de pes pesant.
Al llarg de la seva carrera aconseguí en representació de França sis campionats del seu país, tretze medalles en el Campionat d'Europa i dues medalles en els Jocs del Mediterrani.
El seu fill Vincent Parisi és campió francès, europeu i mundial de jujitsu.